# 門限
門限（もんげん）とは、外出する際に夜間において、外出先から帰らなければならない時刻のことである。

## 概要
厳しい規則が存在する家庭や下宿、寮で決められていることが多い。理由として夜間の外出を禁止し、夜の問題がある場所に行かせないための措置である。
門限を守らないことを門限破りと呼ぶ。
青少年保護育成条例では、理由のない青少年（18歳未満の者）単独の外出禁止、映画館、ボウリング場、ゲームセンター、カラオケボックス、インターネットカフェ、漫画喫茶等への、青少年の深夜（概ね23時〜4時まで）の出入り禁止について規定している。

### 分類
宿泊施設
ホテルなどの宿泊施設において、深夜のフロント業務を停止する場合、フロント業務停止前にチェックインすることを客に求める時間の期限を「門限」と表記する場合がある。
空港
空港によっては、24時間対応するだけの需要がない、あるいは内陸地に所在する故の騒音など周辺環境への影響などを理由に、夜間の空港運用、あるいは離着陸を規制していることがあり、こうした制限はカーフュー（英: curfew）、あるいは「門限」と呼ばれる。具体例を挙げると、大阪国際空港（伊丹空港）は運用時間が7時から21時となっており、当該時間外での離着陸はできない。一方、成田国際空港では運用時間自体は24時間となっているが、航空機の離着陸は6時から23時に限定されており、23時から6時までの離着陸は遭難や安全上の理由、急病人など生命の危険がある緊急時、あるいは成田空港での異常気象時に限定されていたが、2013年3月31日からは航空会社の責任でない、出発地側での遅延や玉突きでの遅延の場合にも、低騒音型の飛行機では23時台の離着陸を認めるようになった。また、福岡県の福岡空港の運用時間の設定が22時までになっているため、22時を過ぎての着陸が可能な北九州空港に代替着陸することがある。